# يوك سونغجاي
يوك سونغجاي (بالكورية: 육성재)، والمعروف باسم سونغجي، هو مغني، كاتب أغاني، ممثل وفنان كوري جنوبي. ولد في 2 مايو 1995 في يونغين، كوريا الجنوبية. وهو عضو وقائد الجيل الثالث في مجموعة الفتيان بي تو بي ومجموعتها الفرعية بي تو بي بلو.

## النشأة والتعليم
ولد يوك في 2 مايو 1995 في مدينة يونغين بمقاطعة غيونغي. ولديه أخت واحدة تكبره سناً. وهو يأتي من عائلة تجارية. والده هو الرئيس التنفيذي لشركة تكنولوجيا المعلومات التي تتعامل مع أشباه الموصلات.  وكان جده أول من أدخل المبروك الأحمر إلى كوريا الجنوبية، بينما كانت جدته تدير مزرعة صيد في باجو.  درس لفترة وجيزة لمدة شهر في كل من إنجلترا والفلبين. التحق بمدرسة هانليم للفنون المتعددة وتخرج منها عام 2014،  ثم التحق بجامعة دونغشين وتخصص في الموسيقى العملية.

## جوائز وترشيحات

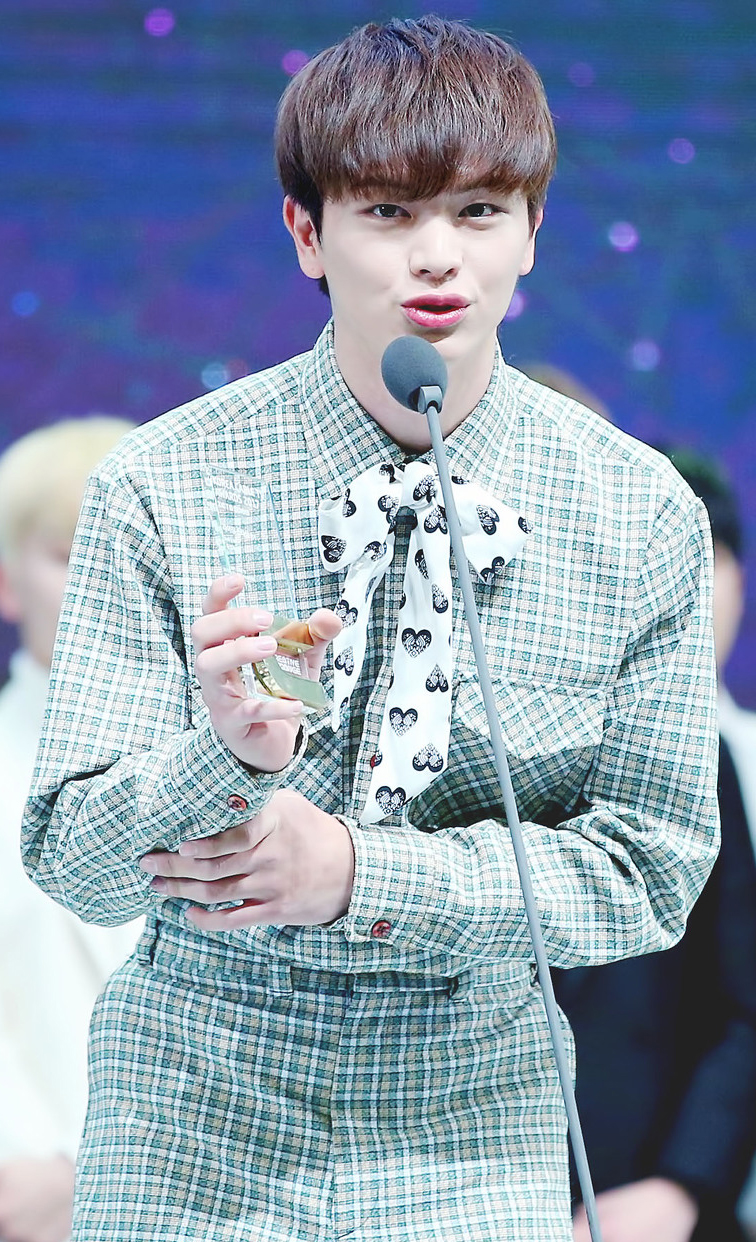
يوك سونغجاي في حفل توزيع جوائز Cable TV في مارس 2017

## الأعمال

### مسلسلات
| السنة     | العنوان                     | الدور                                | ملاحظة                              | م.     |
| --------- | --------------------------- | ------------------------------------ | ----------------------------------- | ------ |
| 2013      | مونستر                      | أرنولد، عضو الرجال في الثياب السوداء | دور الكاميو (الحلقة 2 و 6 و 9 و 12) |        |
| 2013      | الورثة                      | نفسه                                 | دور الكاميو (الحلقة 4)              |        |
| 2013      | أجبني 1994                  | سونغ جون                             |                                     |        |
| 2014      | بالإضافة إلى تسعة أولاد     | كانغ مين غو                          |                                     |        |
| 2015      | من أنت: المدرسة 2015        | غونغ تاي كوانغ                       |                                     |        |
| 2015      | القرية: سر أشيارا           | بارك وو جاي                          |                                     |        |
| 2015      | مربى البرتقال               | مصاص الدماء يوك سونغ جاي             | دور الكاميو (الحلقة 12)             | [ 8 ]  |
| 2016–2017 | الوصي: الإله الوحيد والعظيم | يو دوك هوا                           |                                     |        |
| 2018      | داي جانغ جيوم تشاهد         | أوه سونغ جاي                         | دور الكاميو (الحلقة 16)             |        |
| 2020      | شريط ميستيك بوب أب          | هان كانغ باي                         | دور رئيسي                           | [ 9 ]  |
| 2022      | ملعقة ذهبية                 | لي سونغ تشون                         | دور رئيسي                           | [ 10 ] |
| 2025      | القصر المسكون               | يون جاب                              | دور رئيسي                           | [ 11 ] |

### برامج تلفزيونية
| السنة     | القناة              | العنوان                     | الدور            | ملاحظة                                                                                               | م.            |
| --------- | ------------------- | --------------------------- | ---------------- | --- | ------------- |
| 2012      | إس بي إس إم تي في   | العرض                       | مضيف             | مع لي مين هيوك                                                                                       | [ 12 ]        |
| 2014      | إمنت                | أخبار مخصصة واسعة           | مضيف             | | [ 13 ]        |
| 2014      | نظام البث الكوري    | أغنية من أجلك الموسم الثالث | مضيف             | مع كانغ إن وآمبر ليو                                                                                 |               |
| 2014      | ام بي سي            | هايتماكر الموسم الأول       | عضو فريق التمثيل | |               |
| 2014      | ام بي سي            | رجال حقيقيون                | عضو فريق التمثيل | الحلقة 77-88                                                                                         |               |
| 2015      | ام بي سي            | هايتماكر الموسم الثاني      | عضو فريق التمثيل | |               |
| 2015      | نظام البث الكوري    | الرجل الخفي                 | عضو فريق التمثيل | | [ 14 ]        |
| 2015      | ام بي سي            | ملك المغني المقنع           | المتسابق         | نحلة متعبة (الحلقة 5-6)، ال بي بوي (مباشر خاص 2015)                                                  |               |
| 2015-2016 | ام بي سي            | لقد تزوجنا                  | عضو فريق التمثيل | مع الفرح (الحلقة 276-320)                                                                            |               |
| 2015-2016 | نظام بث سول         | إنكيغايو                    | مضيف             | مع كيم يو جونغ وجاكسون وانغ                                                                          |               |
| 2016      | ام بي سي            | مهرجان أغنية الثنائي        | المتسابق         | الحلقة 5                                                                                             |               |
| 2016      | نظام البث الكوري    | رحلة المعركة                | المتسابق         | مع سيو اون كوانغ وايم هيون سيك (الحلقة 16)                                                           | [ 15 ] [ 16 ] |
| 2017      | نظام بث سول         | الثنائي الرائع              | المتسابق         | الموسم 2: حرب النجوم الخاصة (الحلقة 19-20)                                                           |               |
| 2017      | نظام بث سول         | بوق القارب المشدود          | عضو فريق التمثيل | | [ 17 ]        |
| 2017      | مؤسسة منهوا للإذاعة | برومانس المشاهير            | عضو فريق التمثيل | مع صديقها يونغمين وكوانغمين                                                                          | [ 18 ]        |
| 2017      | نظام بث سول         | قانون الغابة في سومطرة      | عضو فريق التمثيل | الحلقات 256-261                                                                                      |               |
| 2017-2020 | نظام بث سول         | ماجستير في البيت            | عضو فريق التمثيل | معإي سنغ غي ولي سانغ يون ويانغ سي هيونغ وشين سونغ روك                                                |               |
| 2019      | كيوب إنترتينمنت     | 95 ثانية جميلة              | عضو فريق التمثيل | عرض متنوع على شبكة الإنترنت مع صديقها يونغمين، كوانغمين ومينوو، تين توب وعارضة الأزياء بايك كيونغ دو | [ 19 ] [ 20 ] |
| 2020      | نظام بث سول         | ابني الصغير                 | مضيف خاص         | الحلقة 180                                                                                           | [ 21 ]        |

## روابط خارجية
- يوك سونغجاي على موقع IMDb (الإنجليزية)
- يوك سونغجاي على موقع ميوزك برينز (الإنجليزية)
- يوك سونغجاي على موقع ديسكوغز (الإنجليزية)
- يوك سونغجاي على موقع قاعدة بيانات الفيلم (الإنجليزية)